# مشعب أينشتاين
في الهندسة التفاضلية والفيزياء الرياضية، يعتبر مشعب أينشتاين متشعبًا ريمانيًا أو ريمانيًا زائفًا متنوعًا يتناسب موتر ريتشي مع الموتر المتري. تم تسميتها على اسم ألبرت أينشتاين لأن هذا الشرط يعادل القول بأن المقياس هو حل لمعادلات أينشتاين للمجال الفراغية (مع الثابت الكوني)، على الرغم من أن كلًا من أبعاد وتوقيع المقياس يمكن أن يكون تعسفيًا، وبالتالي لا يقتصر على مشعبات لورنتزيان (بما في ذلك مشعبات لورنتزيان رباعية الأبعاد التي تدرس عادة في النسبية العامة). متشعبات أينشتاين في أربعة أبعاد إقليدية تمت دراستها على أنها فورية جاذبية.
إذا كانت M هي المشعب الأساسي ذو البعد n، وكانت g هي موتره المتري، فإن شرط أينشتاين يعني ذلك
{\displaystyle \mathrm {Ric} =kg}
بالنسبة لبعض الثابت k، حيث تشير Ric إلى موتر ريتشي لـg. مشعبات أينشتاين مع k = 0 تسمى مشعبات ريتشي المسطحة.